# Tajhte
Tajhte – wieś w Słowenii, w gminie Šentjur. W 2018 roku liczyła 61 mieszkańców.